# NGC 6722
NGC 6722 је спирална галаксија у сазвежђу Паун која се налази на NGC листи објеката дубоког неба.
Деклинација објекта је - 64° 53' 42" а ректасцензија 19h 3m 40,1s. Привидна величина (магнитуда) објекта NGC 6722 износи 12,8 а фотографска магнитуда 13,6. NGC 6722 је још познат и под ознакама ESO 104-33, PGC 62722.